# 托盧
托盧是哥倫比亞的城鎮，位於該國北部加勒比海沿岸，由蘇克雷省負責管轄，始建於1535年7月25日，面積500平方公里，海拔高度2米，主要經濟活動有漁業和旅遊業，2005年人口27,957。

## 外部連結
- （西班牙文） Gobernacion de Sucre - Tolú
- （西班牙文） ToluCaribe.com - Recreación, Historia y Cultura de Tolú. （页面存档备份，存于）

9°32′N 75°35′W / 9.533°N 75.583°W